# Woodland Hills (Utah)
Pour les articles homonymes, voir Woodland Hills.
Woodland Hills est une municipalité américaine située dans le comté d'Utah dans l'État du même nom. Lors du recensement de 2010, sa population est de 1 344 habitants.
Fondée en 1970, Woodland Hills devient une municipalité en 1979. Elle s'étend en 2010 sur une superficie de 2,02 milles carrés (5,23 km2).